# Badagaun (Gulmi)
Pour les articles homonymes, voir Badagaun.
Badagaun (en népalais : बडागाँउ) est un comité de développement villageois du Népal situé dans le district de Gulmi. Au recensement de 2011, il comptait 8 052 habitants.